# Philadelphia Flyers
Philadelphia Flyers er et professionelt ishockeyhold der spiller i den bedste nordamerikanske række NHL. Klubben spiller sine hjemmekampe i Wells Fargo Center i Philadelphia, Pennsylvania.

## Nuværende spillertrup (2007-08)
Pr. 8. juli 2008.
Målmænd
- 30  Antero Niitymäki
- 43  Martin Biron

Backer
- 5  Braydon Coburn
- 6  Randy Jones
- --  Matt Carle
- 28  Lasse Kukkonen
- 44  Kimmo Timonen
- 77  Ryan Parent
- ??  Danny Syvret
- ??  Ossi Väänänen
- ??  Chris Pronger

Forwards
- 9  Scottie Upshall
- 12  Simon Gagné – A (Skadet)
- 15  Joffrey Lupul
- 17  Jeff Carter
- 18  Mike Richards – C
- 19  Scott Hartnell
- 22  Mike Knuble
- 26  Steve Downie
- 32  Riley Cote
- 34  Jim Dowd
- 36  Jesse Boulerice
- 40  Vaclav Prospal
- 48  Daniel Brière
- ??  Glen Metropolit
- ??  Arron Asham

## 'Fredede' numre
- 1 Bernie Parent, Målmand, 1967-71 & 1973-79; nummer fredet 11. oktober, 1979
- 4 Barry Ashbee, Back, 1970-74; nummer fredet 3. April, 1975
- 7 Bill Barber, Venstre Wing, 1972-84; nummer fredet 11. oktober, 1990
- 16 Bobby Clarke, Center, 1969-84; nummer fredet 15. november, 1984
- 31 Pelle Lindbergh, Målmand, 1981-86, blev taget ud af cirkulation efter han døde i et trafikuheld i november 1985 og betragtes uofficielt som 'fredet'.
- 99 Wayne Gretzky Nummer fredet i hele NHL 6. februar, 2000